# DSA-120
La DSA-120 es una carretera perteneciente a la Red Primaria de la Diputación Provincial de Salamanca que une la localidad de Cuatro Calzadas con la localidad de Alba de Tormes.

## Recorrido
La carretera DSA-120 tiene su origen en Cuatro Calzadas en la intersección con la carretera N-630 y termina en la intersección con las carreteras CL-510 y SA-114 en Alba de Tormes formando parte de la Red de carreteras de Salamanca.
Además de estas localidades, también pasa por Martinamor y Valdemierque.
| Cuatro Calzadas (Intersección con ) - Alba de Tormes (Intersección con /) | Cuatro Calzadas (Intersección con ) - Alba de Tormes (Intersección con /) | Cuatro Calzadas (Intersección con ) - Alba de Tormes (Intersección con /) | Cuatro Calzadas (Intersección con ) - Alba de Tormes (Intersección con /) | Cuatro Calzadas (Intersección con ) - Alba de Tormes (Intersección con /) | Cuatro Calzadas (Intersección con ) - Alba de Tormes (Intersección con /) | Cuatro Calzadas (Intersección con ) - Alba de Tormes (Intersección con /) | Cuatro Calzadas (Intersección con ) - Alba de Tormes (Intersección con /) | Cuatro Calzadas (Intersección con ) - Alba de Tormes (Intersección con /) | Cuatro Calzadas (Intersección con ) - Alba de Tormes (Intersección con /) | Cuatro Calzadas (Intersección con ) - Alba de Tormes (Intersección con /) |
| Esquema                                                                   | PK                                                                        | Sentido Alba de Tormes                                                    | Sentido Alba de Tormes                                                    | Sentido Alba de Tormes                                                    | Sentido Alba de Tormes                                                    | Sentido Cuatro Calzadas                                                   | Sentido Cuatro Calzadas                                                   | Sentido Cuatro Calzadas                                                   | Sentido Cuatro Calzadas                                                   | Incidencias                                                               |
| Esquema                                                                   | PK                                                                        | Velocidad                                                                 | Elemento                                                                  | Salida                                                                    | Salida                                                                    | Salida                                                                    | Salida                                                                    | Elemento                                                                  | Velocidad                                                                 | Incidencias                                                               |
| Esquema                                                                   | PK                                                                        | Velocidad                                                                 | Elemento                                                                  | Dir.                                                                      | Nombre                                                                    | Nombre                                                                    | Dir.                                                                      | Elemento                                                                  | Velocidad                                                                 | Incidencias                                                               |
| ------------------------------------------------------------------------- | ------------------------------------------------------------------------- | ------------------------------------------------------------------------- | ------------------------------------------------------------------------- | ------------------------------------------------------------------------- | ------------------------------------------------------------------------- | ------------------------------------------------------------------------- | ------------------------------------------------------------------------- | ------------------------------------------------------------------------- | ------------------------------------------------------------------------- | ------------------------------------------------------------------------- |
|                                                                           | 0,0                                                                       |                                                                           |                                                                           | Mozárbez                                                                  | Mozárbez                                                                  | Mozárbez                                                                  |                                                                           |                                                                           |                                                                           |                                                                           |
| Cuatro Calzadas                                                           | 0,0                                                                       |                                                                           |                                                                           |                                                                           |                                                                           |                                                                           |                                                                           |                                                                           |                                                                           |                                                                           |
| Beleña                                                                    | 0,0                                                                       |                                                                           |                                                                           |                                                                           |                                                                           |                                                                           |                                                                           |                                                                           |                                                                           |                                                                           |
|                                                                           | 0,1                                                                       |                                                                           |                                                                           | Urbanización                                                              | Urbanización                                                              | Urbanización                                                              | Urbanización                                                              |                                                                           |                                                                           |                                                                           |
|                                                                           | 2,1                                                                       |                                                                           |                                                                           | Urbanización Mirasierra                                                   | Urbanización Mirasierra                                                   | Urbanización Mirasierra                                                   | Urbanización Mirasierra                                                   |                                                                           |                                                                           |                                                                           |
|                                                                           | 2,5                                                                       |                                                                           |                                                                           | MARTINAMOR                                                                | MARTINAMOR                                                                | MARTINAMOR                                                                | MARTINAMOR                                                                |                                                                           |                                                                           |                                                                           |
|                                                                           | 2,9                                                                       |                                                                           |                                                                           | MARTINAMOR                                                                | MARTINAMOR                                                                | MARTINAMOR                                                                | MARTINAMOR                                                                |                                                                           |                                                                           |                                                                           |
|                                                                           | 4,7                                                                       |                                                                           |                                                                           | VALDEMIERQUE                                                              | VALDEMIERQUE                                                              | VALDEMIERQUE                                                              | VALDEMIERQUE                                                              |                                                                           |                                                                           |                                                                           |
|                                                                           | 5,2                                                                       |                                                                           |                                                                           | VALDEMIERQUE                                                              | VALDEMIERQUE                                                              | VALDEMIERQUE                                                              | VALDEMIERQUE                                                              |                                                                           |                                                                           |                                                                           |
|                                                                           | 9,8                                                                       |                                                                           |                                                                           |                                                                           | Vía verde Ruta de la Plata                                                | Vía verde Ruta de la Plata                                                |                                                                           |                                                                           |                                                                           |                                                                           |
|                                                                           | 10,5                                                                      |                                                                           |                                                                           | ALBA DE TORMES                                                            | ALBA DE TORMES                                                            | ALBA DE TORMES                                                            | ALBA DE TORMES                                                            |                                                                           |                                                                           |                                                                           |
|                                                                           | 10,72                                                                     |                                                                           |                                                                           |                                                                           | Encinas de Arriba Fresno Alhándiga                                        | Encinas de Arriba Fresno Alhándiga                                        | Encinas de Arriba Fresno Alhándiga                                        |                                                                           |                                                                           |                                                                           |
|                                                                           | 10,72                                                                     | Piedrahíta Peñaranda de Bracamonte                                        |                                                                           |                                                                           |                                                                           |                                                                           |                                                                           |                                                                           |                                                                           |                                                                           |
|                                                                           | 10,72                                                                     | Salamanca Calvarrasa de Arriba                                            |                                                                           |                                                                           |                                                                           |                                                                           |                                                                           |                                                                           |                                                                           |                                                                           |